# نادي بيل-بيين
نادي بيل بيين لكرة القدم (بالإنجليزية: Fussballclub Biel/Bienne)‏ نادي كرة قدم سويسري يقع مقره في مدينة بيال/بيان ويلعب في دوري التحدي السويسري. تم تأسيس النادي في سنة 1896 .